# 자치구 (중화인민공화국)
자치구(自治區)는 자치 기능을 가지는 중화인민공화국의 행정 단위의 명칭이다. 주민 중 소수민족이 많이 거주하는 지역을 자치구로 삼았다.
자치구는 제1급 행정 구역인 성급행정구(省级行政区)로, 제2급 행정 구역인 지급행정구(地级行政区)에 해당하는 자치주와 구분된다.

## 5개 자치구
- 광시 좡족 자치구 (廣西壯族自治區, 광서 장족 자치구)
- 닝샤 후이족 자치구 (寧夏回族自治區, 영하 회족 자치구)
- 티베트 자치구 (西藏自治區, 서장 자치구)
- 신장 위구르 자치구 (新疆維吾爾自治區, 신강 위구르 자치구)
- 내몽골 자치구 (內蒙古自治區, 내몽고 자치구)

## 같이 보기
- 민족구역자치
- 자치주 (지급행정구)
- 자치현 (현급행정구)
- 중국의 소수민족